# Montreux Volley Masters 2018
Il Montreux Volley Masters di pallavolo femminile 2018 si è svolto dal 4 al 9 settembre 2018 a Montreux, in Svizzera: al torneo hanno partecipato otto squadre nazionali e la vittoria finale è andata per la seconda volta all'Italia.

## Impianti
|                                                                             |  |  |
|                                                                             |  |  |
| Salle Omnisports du Pierrier Città: Montreux Capienza: - Anno d'apertura: - |  |  |

## Regolamento

### Formula
Le squadre hanno disputato una prima fase a gironi con formula del girone all'italiana; al termine della prima fase:
- Le prime due classificate di ogni girone hanno acceduto alla fase finale per il primo posto, strutturata in semifinali, finale per il terzo posto e finale.
- Le ultime due classificate di ogni girone hanno acceduto alla fase finale per il quinto posto, strutturata in due finali per il quinto posto.

### Criteri di classifica
Se il risultato finale è stato di 3-0 o 3-1 sono stati assegnati 3 punti alla squadra vincente e 0 a quella sconfitta, se il risultato finale è stato di 3-2 sono stati assegnati 2 punti alla squadra vincente e 1 a quella sconfitta.
L'ordine del posizionamento in classifica è stato definito in base a:
- Numero di partite vinte;
- Punti;
- Ratio dei set vinti/persi;
- Ratio dei punti realizzati/subiti;
- Risultati degli scontri diretti.

## Squadre partecipanti
| Squadra  | Qualificazione | Ultima partecipazione        |
| -------- | -------------- | ---------------------------- |
| Brasile  | Wild card      | Montreux Volley Masters 2017 |
| Camerun  | Wild card      | Debutto                      |
| Cina     | Wild card      | Montreux Volley Masters 2017 |
| Italia   | Wild card      | Montreux Volley Masters 2015 |
| Polonia  | Wild card      | Montreux Volley Masters 2017 |
| Russia   | Wild card      | Montreux Volley Masters 2015 |
| Svizzera | Wild card      | Montreux Volley Masters 2017 |
| Turchia  | Wild card      | Montreux Volley Masters 2016 |

## Torneo

### Fase a gironi
| Girone A | Girone B |
| -------- | -------- |
| Cina     | Brasile  |
| Italia   | Camerun  |
| Svizzera | Polonia  |
| Turchia  | Russia   |

#### Girone A

##### Risultati
| 4 settembre 2018 Salle Omnisports du Pierrier, Montreux Durata: 1h:07 - Spettatori: 520   | Cina     | 3 - 0 | Svizzera | 25-21, 25-14, 25-10        |
| 4 settembre 2018 Salle Omnisports du Pierrier, Montreux Durata: 1h:12 - Spettatori: 720   | Italia   | 0 - 3 | Turchia  | 18-25, 24-26, 21-25        |
| 5 settembre 2018 Salle Omnisports du Pierrier, Montreux Durata: 1h:05 - Spettatori: 1 020 | Cina     | 0 - 3 | Italia   | 20-25, 13-25, 13-25        |
| 6 settembre 2018 Salle Omnisports du Pierrier, Montreux Durata: 1h:04 - Spettatori: 670   | Italia   | 3 - 0 | Svizzera | 25-15, 25-18, 25-22        |
| 6 settembre 2018 Salle Omnisports du Pierrier, Montreux Durata: 1h:50 - Spettatori: 870   | Cina     | 1 - 3 | Turchia  | 19-25, 18-25, 25-23, 23-25 |
| 7 settembre 2018 Salle Omnisports du Pierrier, Montreux Durata: 1h:09 - Spettatori: 590   | Svizzera | 0 - 3 | Turchia  | 21-25, 15-25, 22-25        |

##### Classifica
| Pos | Squadra  | Pt | G | V | P | SV | SP | Ratio | PF  | PS  | Ratio |
| --- | -------- | -- | - | - | - | -- | -- | ----- | --- | --- | ----- |
| 1   | Turchia  | 9  | 3 | 3 | 0 | 9  | 1  | 9.000 | 249 | 206 | 1.208 |
| 2   | Italia   | 6  | 3 | 2 | 1 | 6  | 3  | 2.000 | 213 | 177 | 1.203 |
| 3   | Cina     | 3  | 3 | 1 | 2 | 4  | 6  | 0.666 | 206 | 218 | 0.944 |
| 4   | Svizzera | 0  | 3 | 0 | 3 | 0  | 9  | 0.000 | 158 | 225 | 0.702 |

#### Girone B

##### Risultati
| 4 settembre 2018 Salle Omnisports du Pierrier, Montreux Durata: 1h:49 - Spettatori: 930   | Brasile | 3 - 1 | Russia  | 24-26, 25-21, 25-21, 25-23        |
| 5 settembre 2018 Salle Omnisports du Pierrier, Montreux Durata: 1h:00 - Spettatori: 715   | Camerun | 0 - 3 | Russia  | 15-25, 17-25, 13-25               |
| 5 settembre 2018 Salle Omnisports du Pierrier, Montreux Durata: 2h:16 - Spettatori: 840   | Brasile | 2 - 3 | Polonia | 20-25, 25-21, 25-22, 22-25, 12-15 |
| 6 settembre 2018 Salle Omnisports du Pierrier, Montreux Durata: 1h:13 - Spettatori: 520   | Camerun | 0 - 3 | Polonia | 19-25, 22-25, 22-25               |
| 7 settembre 2018 Salle Omnisports du Pierrier, Montreux Durata: 1h:14 - Spettatori: 1 380 | Russia  | 3 - 0 | Polonia | 25-16, 27-25, 25-18               |
| 7 settembre 2018 Salle Omnisports du Pierrier, Montreux Durata: 1h:01 - Spettatori: 1 140 | Brasile | 3 - 0 | Camerun | 25-11, 25-15, 25-13               |

##### Classifica
| Pos | Squadra | Pt | G | V | P | SV | SP | Ratio | PF  | PS  | Ratio |
| --- | ------- | -- | - | - | - | -- | -- | ----- | --- | --- | ----- |
| 1   | Brasile | 7  | 3 | 2 | 1 | 8  | 4  | 2.000 | 278 | 238 | 1.168 |
| 2   | Russia  | 6  | 3 | 2 | 1 | 7  | 3  | 2.333 | 243 | 203 | 1.197 |
| 3   | Polonia | 5  | 3 | 2 | 1 | 6  | 5  | 1.200 | 242 | 244 | 0.991 |
| 4   | Camerun | 0  | 3 | 0 | 3 | 0  | 9  | 0.000 | 147 | 225 | 0.653 |

### Fase finale

#### Finali 1º e 3º posto
|  | Semifinali | Semifinali | Semifinali |        |        | Finale 1º/2º posto | Finale 1º/2º posto | Finale 1º/2º posto |  |
|  |            |            |            |        |        |                    |                    |                    |  |
|  | Brasile    | Brasile    | 2          |        |        |                    |                    |                    |  |
|  | Brasile    | Brasile    | 2          |        |        |                    |                    |                    |  |
|  | Italia     | Italia     | 3          |        |        |                    |                    |                    |  |
|  | Italia     | Italia     | 3          |        | Italia | Italia             | 3                  |                    |  |
|  |            |            |            |        | Italia | Italia             | 3                  |                    |  |
|  |            |            | Russia     | Russia | 0      |                    |                    |                    |  |
|  | Turchia    | Turchia    | Russia     | Russia | 0      | 1                  |                    |                    |  |
|  | Turchia    | Turchia    |            |        |        | 1                  |                    |                    |  |
|  | Russia     | Russia     | 3          |        |        | Finale 3º/4º posto | Finale 3º/4º posto | Finale 3º/4º posto |  |
|  | Russia     | Russia     | 3          |        |        |                    |                    |                    |  |
|  |            |            |            |        |        |                    |                    |                    |  |
|  |            |            |            |        |        | Brasile            | Brasile            | 2                  |  |
|  |            |            |            |        |        | Brasile            | Brasile            | 2                  |  |
|  |            |            |            |        |        | Turchia            | Turchia            | 3                  |  |

##### Semifinali
| 8 settembre 2018 Salle Omnisports du Pierrier, Montreux Durata: 2h:03 - Spettatori: 1 540 | Brasile | 2 - 3 | Italia | 25-19, 18-25, 25-22, 17-25, 12-15 |
| 8 settembre 2018 Salle Omnisports du Pierrier, Montreux Durata: 1h:36 - Spettatori: 1 190 | Turchia | 1 - 3 | Russia | 17-25, 25-20, 15-25, 21-25        |

##### Finale 3º posto
| 9 settembre 2018 Salle Omnisports du Pierrier, Montreux Durata: 2h:01 - Spettatori: 1 250 | Brasile | 2 - 3 | Turchia | 16-25, 18-25, 25-23, 25-20, 13-15 |

##### Finale
| 9 settembre 2018 Salle Omnisports du Pierrier, Montreux Durata: 1h:26 - Spettatori: 1 800 | Italia | 3 - 0 | Russia | 25-21, 30-28, 26-24 |

#### Finale 5º posto
| 8 settembre 2018 Salle Omnisports du Pierrier, Montreux Durata: 1h:55 - Spettatori: 880   | Cina    | 3 - 1 | Polonia | 25-23, 28-26, 21-25, 25-23       |
| 8 settembre 2018 Salle Omnisports du Pierrier, Montreux Durata: 1h:44 - Spettatori: 1 200 | Camerun | 3 - 2 | Cina    | 18-25, 25-20, 11-25, 28-26, 15-1 |

## Podio

### Campione
Formazione: 1 Serena Ortolani, 3 Carlotta Cambi, 5 Ofelia Malinov, 6 Monica De Gennaro, 7 Sylvia Nwakalor, 9 Laura Melandri, 10 Cristina Chirichella, 11 Anna Danesi, 12 Anastasia Guerra, 15 Marina Lubian, 16 Lucia Bosetti, 17 Myriam Sylla, 18 Paola Egonu, 20 Beatrice Parrocchiale, CT: Davide Mazzanti

### Secondo posto
Formazione: 2 Dar'ja Talyševa, 3 Ekaterina Efimova, 4 Natal'ja Chodunova, 6 Irina Zarjažko, 7 Tat'jana Romanova, 8 Hončarova, 9 Alla Galeeva, 11 Ekaterina Pankova, 13 Evgenija Starceva, 14 Irina Fetisova, 16 Irina Voronkova, 18 Ksenija Il'čenko, 20 Dar'ja Malygina, 21 Anna Kotikova, CT: Vadim Pankov

### Terzo posto
Formazione: 1 Gizem Örge, 2 Simge Aköz, 3 Cansu Özbay, 4 Beyza Arıcı, 5 Şeyma Ercan, 7 Hande Baladın, 9 Meliha İsmailoğlu, 10 Çağla Akın, 13 Meryem Boz, 14 Eda Erdem, 15 Ebrar Karakurt, 18 Zehra Güneş, 20 Aylin Sarıoğlu, CT: Giovanni Guidetti

## Classifica finale
| Pos | Squadre  |
| --- | -------- |
|     | Italia   |
|     | Russia   |
|     | Turchia  |
| 4   | Brasile  |
| 5   | Camerun  |
| 5   | Cina     |
| 7   | Polonia  |
| 7   | Svizzera |

## Premi individuali
| Premio             | Nome                 | Squadra  |
| ------------------ | -------------------- | -------- |
| MVP                | Paola Egonu          | Italia   |
| MPV del Brasile    | Gabriela Guimarães   | Brasile  |
| MPV della Cina     | Lin Li               | Cina     |
| MPV del Camerun    | Fotso Mogoung        | Camerun  |
| MPV dell'Italia    | Lucia Bosetti        | Italia   |
| MPV della Polonia  | Agnieszka Kąkolewska | Polonia  |
| MPV della Russia   | Natalija Hončarova   | Russia   |
| MPV della Svizzera | Thays Deprati        | Svizzera |
| MPV della Turchia  | Cansu Özbay          | Turchia  |